# Arturo de Córdova
Arturo García Rodríguez (Mérida, Yucatán, 19 de mayo de 1908-Ciudad de México, 3 de noviembre de 1973), conocido como Arturo de Córdova, fue un actor mexicano. Entre sus trabajos más destacados se encuentra su participación en las películas; La selva de fuego (1945), Dios se lo pague (1948), La diosa arrodillada (1947), En la palma de tu mano (1951), Las tres perfectas casadas (1953), Él (1953), Un extraño en la escalera (1955), El esqueleto de la señora Morales (1960), El pecador (1965), y La agonía de ser madre (1970).
Además de su natal México, Córdova también realizó trabajos actorales para otros países de América y en España, así como en Estados Unidos.

## Biografía y carrera

### Primeros años
Arturo García Rodríguez nació el 19 de mayo de 1908 en Mérida, Yucatán, México, siendo hijo del español Francisco García Folla, y de la mexicana Carmen Rodríguez García. Vivió gran parte de su infancia en Mérida, pero su familia después se lo llevó a vivir a Estados Unidos, donde estuvo hasta los 12 años. Sus cambios de residencia continuaron cuando se trasladó a Argentina, y luego cuando fue enviado a estudiar idiomas a Suiza. Esta odisea se debió al temor y deseo que su familia de huir de la Revolución mexicana, esto debido a que gozaban de una buena posición económica.
Al terminar sus estudios en Suiza, regresó a Argentina en 1928; entró a trabajar en la United Press en calidad de corresponsal. En 1932, buscó emigrar a los Estados Unidos, pero durante el viaje hizo una escala en Mérida para reconocer su ciudad natal, quedándose allí varios meses luego de enamorarse de una joven llamada Enna Arana Domínguez, con quien tuvo cuatro hijos: Arturo, Alonso, María Lourdes y Enna. Ambos se casaron el 23 de agosto de 1933. Tiempo después emigró a Ciudad de México, donde empezó a trabajar para la XEW.

### Trayectoria y consagración actoral

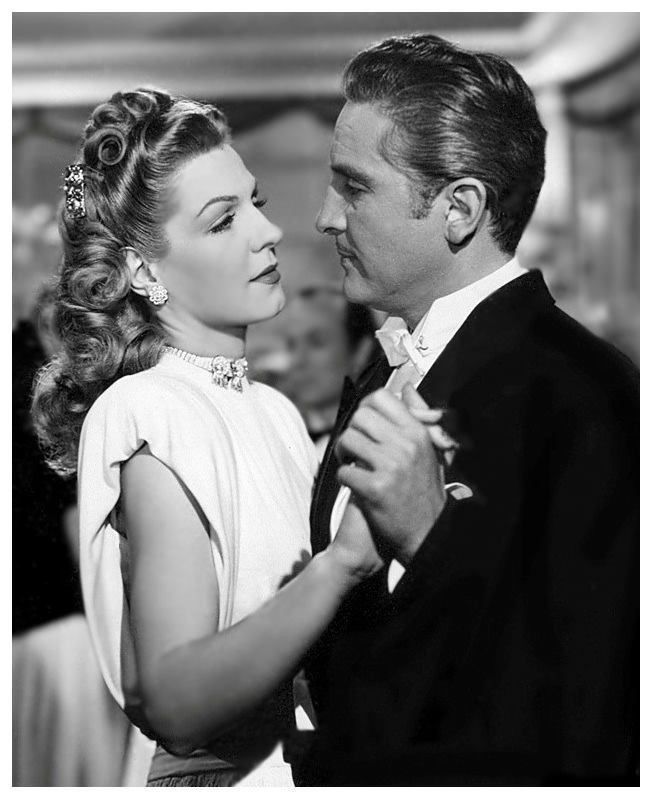
Con Zully Moreno en Dios se lo pague (1947).

Su carrera en el cine dio inicio con la película Celos (1935), y después intervino en el filme Cielito lindo (1936), que fue el único papel de toda su carrera en el que interpretó a un charro, e incluso llegó a cantar.
Entre 1943 y 1947, apareció en varias películas de Hollywood como For whom the bell tolls, Hostages (1943), Incendiary blonde (1943), A medal for Benny (1945), Nueva Orleans (1947), y Frenchman's Creek (1944).
A finales de esa década filmó otras cintas extranjeras, en ese caso fueron en Argentina e incluyeron Dios se lo pague (1948), la primera película argentina nominada a un Premio Óscar por la Academia de las Artes y las Ciencias Cinematográficas de Hollywood en la categoría a mejor película extranjera, Pasaporte a Río (1948), Yo no elegí mi vida, Fascinación (1949), María Montecristo (1950) y  Nacha Regules(Santa y pecadora)) (1950). Otros países en los que trabajo fueron Venezuela, donde rodó La balandra Isabel llegó esta tarde, Brasil, donde hizo Manos sangrientas (1954) y Leonora de los siete mares (1955), y España, donde filmó Los peces rojos (1955) y La herida luminosa (1956).

### Vida y trabajos posteriores
Al terminar su gira extranjera volvió a México, donde permaneció el resto de su carrera e hizo varios de sus filmes más importantes, de entre los que destacaron Ama a tu prójimo (1958), El gángster (1965), El esqueleto de la señora Morales (1960), El pecador (1964), y ¿Qué haremos con papá? (1965).
En 1967, sufrió una embolia cerebral que paralizó la parte izquierda de su cuerpo, pero a pesar de esto, tuvo una última aparición en el cine con un papel secundario en la película, El profe (1971). En sus últimos años, mantuvo una relación amorosa con la actriz mexicana Marga López, aún cuando nunca se divorció formalmente de su primera y única esposa.

## Muerte
El 3 de noviembre de 1973, De Córdova falleció en Ciudad de México a los 65 años de edad, 
 a causa de un paro cardiorrespiratorio. Su cuerpo fue enterrado en la parcela de la Asociación Nacional de Actores (ANDA) del Panteón Jardín, ubicado en la misma ciudad.

## Filmografía

### México
- 1935: Celos
- 1936: Cielito lindo
- 1936: ¡Esos hombres! / Malditos sean los hombres
- 1937: La paloma
- 1937: La Zandunga
- 1937: Ave sin rumbo
- 1938: Refugiados en Madrid
- 1938: Hombres de mar
- 1938: Canto a mi tierra (México Canta; cameo: él mismo)
- 1938: Mientras México duerme
- 1938: La bestia negra
- 1938: La casa del ogro
- 1939: Los hijos mandan / El caudal de los hijos
- 1939: La noche de los mayas
- 1939: ¡Que viene mi marido!
- 1939: Odio
- 1940: Mala yerba
- 1940: Hombre o demonio / Don Juan Manuel
- 1940: El milagro de Cristo
- 1940: El secreto del sacerdote
- 1940: Cuando la tierra tembló / El día del juicio
- 1940: Recordar es vivir
- 1941: ¡Ay, qué tiempos, señor Don Simón!
- 1941: ¿Quién te quiere a ti?
- 1941: Alejandra
- 1941: Cinco minutos de amor
- 1941: El conde de Montecristo
- 1945: Crepúsculo
- 1945: La selva de fuego
- 1946: Su última aventura
- 1946: Cinco rostros de mujer
- 1947: Algo flota sobre el agua
- 1947: La diosa arrodillada
- 1948: Medianoche
- 1950: María Montecristo
- 1950: En la palma de tu mano
- 1950: Furia roja / Stronghold (Versión Española y Norteamericana respectivamente)
- 1950: El hombre sin rostro
- 1951: Mi esposa y la otra
- 1951: Te sigo esperando
- 1951: Paraíso robado
- 1951: La ausente
- 1952: El rebozo de Soledad
- 1952: Las tres perfectas casadas[13]

- 1952: Cuando levanta la niebla
- 1952: Fruto prohibido o Fruto de tentación
- 1953: Él
- 1953: Reportaje
- 1953: El valor de vivir
- 1954: La entrega
- 1954: Amor en cuatro tiempos
- 1954: Un extraño en la escalera [14]
- 1955: Los peces rojos
- 1955: Canasta de cuentos mexicanos
- 1955: Bodas de oro
- 1955: El charro inmortal
- 1956: La ciudad de los niños
- 1957: Feliz año, amor mío
- 1957: A media luz los tres
- 1957: Mis padres se divorcian
- 1957: El hombre que logró ser invisible
- 1957: Mi esposa me comprende
- 1958: Ama a tu prójimo
- 1958: La cigüeña dijo sí
- 1958: Isla para dos
- 1958: Miércoles de Ceniza
- 1958: El hombre que me gusta / Vivir es un buen negocio
- 1959: El esqueleto de la señora Morales
- 1961: Los hermanos del Hierro (narrador)
- 1961: Pecado de juventud
- 1963: Así era Pedro Infante (narrador)
- 1964: La recta final / El último empujón (narrador)
- 1964: El gángster
- 1964: El pecador
- 1964: El amor no es pecado / El cielo de los pobres
- 1964: Cuando acaba la noche / Mientras Puerto Rico duerme
- 1965: ¿Qué haremos con papá?
- 1965: Los perversos / A go gó
- 1965: Juventud sin ley / Rebeldes a go gó
- 1965: Despedida de soltera (participación/narrador)
- 1966: Matar es fácil
- 1969: La agonía de ser madre
- 1970: El profe

### Estados Unidos
- 1939: Miracle on Main Street
- 1943: Incendiary blonde
- 1943: For whom the bell tolls
- 1943: Hostages
- 1944: Frenchman´s Creek
- 1944: A medal for Benny
- 1945: Masquerade in México
- 1947: Adventures of Casanova
- 1947: New Orleans

### Argentina
- 1947: Dios se lo pague
- 1948: Pasaporte a Río
- 1949: Yo no elegí mi vida
- 1949: Fascinación
- 1950: Nacha Regules / Santa y pecadora

### Venezuela
- 1949: Barrio de perdición/Mariposas negras/La balandra Isabel llegó esta tarde

### Brasil
- 1954: Mãos Sangrentas / Manos Sangrientas
- 1955: Si leyeras mi carta / Leonora de los siete mares

### España
- 1956: La herida luminosa
- 1959: El amante asesino / Hay alguien detrás de la puerta
- 1959: El amor que yo te di
- 1961: El amor de los amores
- 1962: ¿Qué hace su mujer mientras usted trabaja? / Cena de matrimonios[13]

## Premios
| Año  | Premio          | Categoría               | Trabajo nominado           | Resultado | Ref.             |
| ---- | --------------- | ----------------------- | -------------------------- | --------- | ---------------- |
| 1949 | Cóndor de Plata | Mejor actor protagónico | Dios se lo pague           | Ganador   | [cita requerida] |
| 1952 | Premio Ariel    | Mejor actor             | En la palma de tu mano     | Ganador   | [ 15 ]           |
| 1954 | Premio Ariel    | Mejor actor             | Las tres perfectas casadas | Ganador   | [ 16 ]           |
| 1958 | Premio Ariel    | Mejor actor             | Feliz Año, amor mío        | Ganador   | [ 17 ]           |